# Daïpivo
Daïpivo est un groupe de reggae et rock français, originaire de Cassis, dans les Bouches-du-Rhône.

## Biographie

### Formation et débuts (1989—1996)
Le groupe est formé en 1989 à Cassis, non loin de Marseille, dans les Bouches-du-Rhône, d'une première expérience de trois percussionnistes. En 1989, les instruments changent et le trio basse, batterie et guitare ainsi formé‚ s'appellera désormais Daïpivo, trio où l'influence des rythmes reggae jamaïcains et africains sont omniprésents. À cette formation rythmique de base viennent rapidement se greffer un percussionniste, un guitariste soliste qui amène une coloration plus rock au groupe et une organiste.
Après avoir, en 1994, croisé le chemin de Jo Corbeau qu'ils ont accompagné musicalement, Daïpivo continue sa route en préparant la sortie de son premier album Back to the Roots. L'album, entièrement auto-produit, sort en juin 1996, avec l'apport d'une section cuivre qui renforce encore les compositions du groupe. Le premier tirage de 1 000 CD se vend en trois mois. Il s'ensuit alors de nombreuses représentations scéniques, qui dépassent largement le cadre de la région car ils sont rapidement sollicités de part et d'autre de l'hexagone, en Corse, Ardèche, Verdon, Paris (New Morning, La Flèche d'or, La Balle au Bond et Le Divan du monde, L'Île Brune, La Macara, Pub 64…), Massif central, Lyon, Villefranche-sur-Saône, Toulon, Bruxelles (Belgique), Suisse, Les Landes, Bretagne, Printemps de Bourges, Grenoble (L'entrepôt, Le Grand Angle), les Alpes, Savoie, Haute-Savoie, Carcassonne, Montpellier, Toulouse, Rennes, et Marseille.
Des prestations avec des groupes tels que Les Casse-pieds, Mano Negra, Zebda, Israël Vibration, Les Gladiators, Rachid Taha, K2R Riddim, Manu Dibango, leur permettent d'acquérir expérience et notoriété.

### Derniers albums (1997—2003)
Daïpivo remplit de nombreuses salles durant la tournée de 1997, et prépare en même temps la sortie d'un deuxième album. Celui-ci sort en 1998 et est intitulé Reggae engatsé. Ce titre correspond bien à la musique qu'il représente « reggae engagé, énervé ». Cet album sera lui aussi auto-produit par le groupe. Scalen Distribution les découvre et signe la même année. Restant  prudent au départ avec ce groupe « méconnu » et ne distribuant que le deuxième album, Scalen s'aperçoit très rapidement du potentiel du groupe et de la demande en magasin. Il décide alors de mettre en bac le premier album Back to the Roots qu'il jugeait au départ trop « local » et double alors les ventes. Le groupe s'impose alors dans le monde du reggae français avec plus de 10 000 disques vendus.
Plus tard, des articles de presses et interviews sont réalisés spontanément par des médias tels que Groove Magazine, Surf session, Lylo, Tendances positives, Presse Locale, Envoyé Spécial (France 2), France 3, MCM, Radio Nova, Radio Golfe d'Amour, RCFM (Corse), Radio Grenouille, et Radio Galère, entre autres. Le groupe a aussi réussi à surmonter de nombreuses difficultés liées à ce « métier », leur passion pour la musique passant en priorité. Pendant ces années « galères », la totalité de leurs gains est réinvestie : achat de matériels, instruments de musique, ainsi que tout ce qui concerne l'enregistrement des albums.
Durant toute l'année 2001, Daïpivo prépare son 3e album. Celui-ci sort le 23 octobre 2001 en licence exclusive chez PIAS France. Mistral de face est un album hétéroclite résultant d'un mélange de lucidité et d'espoir, de sérieux et de dérision, de reggae et de rock, de bleu et de noir. Beaucoup de couleurs, une musique variée et des paroles réfléchies. Daïpivo garde ici toute son identité, une « rock 'n' roll attitude » liée aux influences musicales de chacun de ses membres. le groupe cesse ses activités en 2003.

### Retour (2013)
Le groupe revient revient après 10 ans d'absence avec un nouvel album Nouveau souffle, en 2013.

## Discographie
- 1996 : Back to the Roots
- 1998 : Reggae engatsé
- 2001 ! Mistral de face
- 2013 : Nouveau souffle